# 洪都拉斯灣

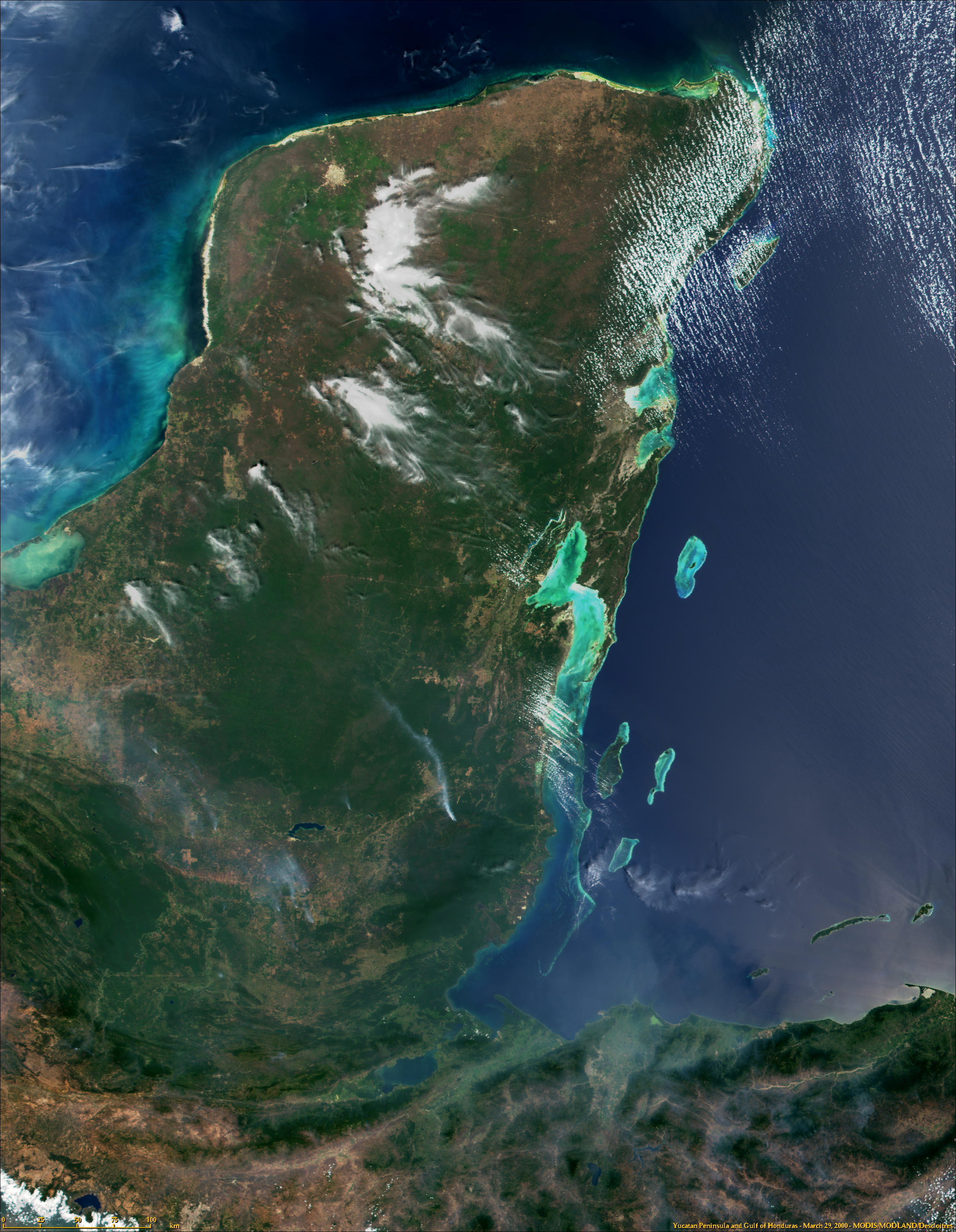

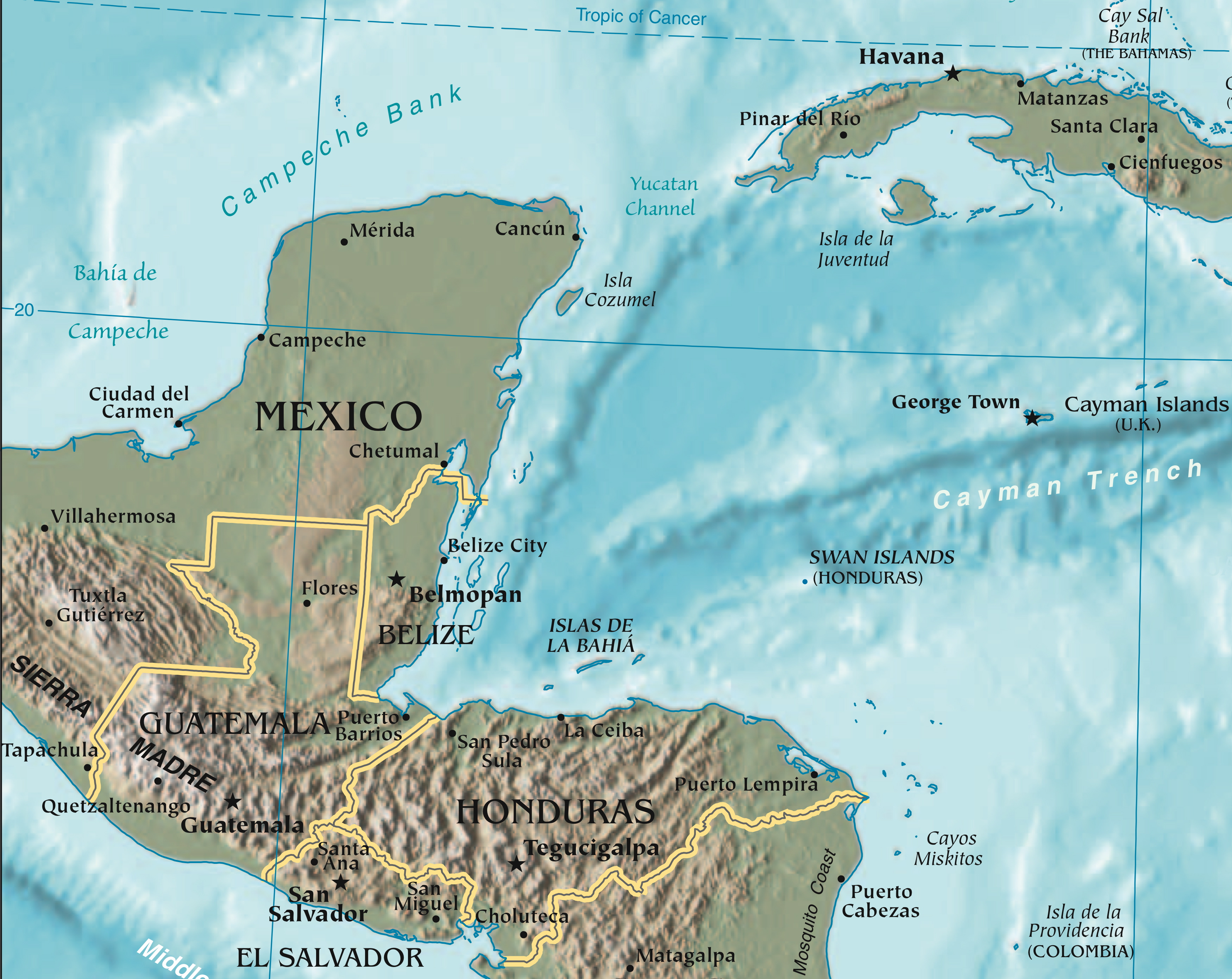

洪都拉斯灣是加勒比海的海灣，位於伯利茲、危地馬拉和洪都拉斯，從丹格里加延伸至拉塞瓦，全長約200公里，該海灣經常形成颶風。
16°09′05″N 88°15′06″W / 16.1514°N 88.2517°W